# Omid Alishah

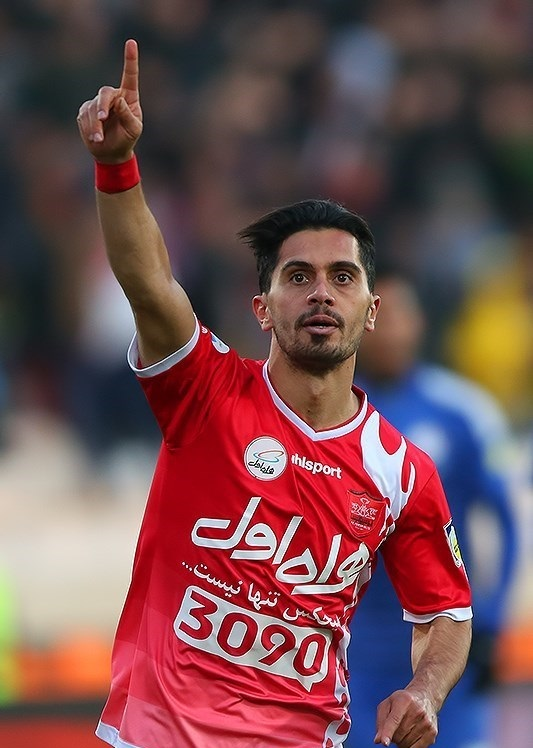

Omid Alishah (Sari, 10 de Janeiro de 1992) é um futebolista iraniano que atua como meio-campo. Atualmente, joga pelo Persepolis.